# Stones Fan Museum
Het Stones Fan Museum is sinds 2011 een museum in Lüchow in de Duitse deelstaat Nedersaksen. Het is gewijd is aan de Britse rockband The Rolling Stones. Het museum is lid van het Museumsverband Lüchow-Dannenberg.

## Geschiedenis en achtergrond
Het museum werd opgericht door de voormalig bankmedewerker Ulrich (Ulli) Schröder. Hij is een van de vroege fans van de rockband en bouwde zijn verzameling sinds 1965 op. Sinds 1997 is hij galeriehouder van Stones-gitarist en kunstschilder Ron Wood.
In 2008 kocht hij een leegstaand supermarktgebouw in Lüchow dat hij ombouwde tot museum. Omwille van het bevorderen van toerisme, kende de gemeente hem een subsidie van honderdduizend euro toe, met de voorwaarde dat hij het museum minstens tien jaar open zou houden. Het museum opende zijn deuren in mei 2011. De complete inrichting voltooide Schröder uiteindelijk in april 2012.

## Collectie
Onder de museumstukken bevinden zich foto's, schilderijen van verschillende kunstenaars - onder wie Ron Wood -, posters en affiches, persberichten, tourneeboeken, muziekinstrumenten, gouden platen, poppen, flipperautomaten met een design van The Rolling Stones, een gesigneerde biljarttafel, tot en met een BMW Isetta en vele andere voorwerpen.
In het museum bevinden zich verder een Ierse pub en een podium voor bands. Hier speelden in de loop van de tijd meerdere tribuutbands van de Stones, de onofficiële Stone Blondie Chaplin en Chris Jagger, de jongere broer van bandlid Mick.

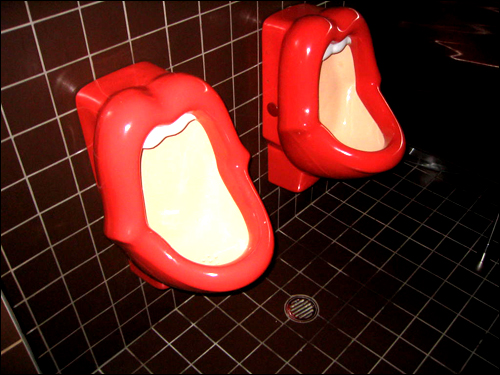
De spraakmakende urinoirs, Kisses

Het museum kwam aan het begin van 2012 wereldwijd in het nieuws omdat de mondvormige urinoirs, Kisses, als aanstootgevend en vrouwonvriendelijk werden beoordeeld. Het ontwerp van de urinoirs kwam van de Nederlandse ontwerpster Meike van Schijndel. Schröder weigerde ondanks de protesten de urinoirs te verwijderen.
In 2012 ontwierpen Schröder en de kunstschilder Heino Jacobsen een wandschildering van de Stones van tientallen meters lang, die Jacobsen vervolgens op garageboxen in Lüchow schilderde. De afbeelding is geen graffiti maar met de hand geschilderd en stelt een trein voor met belangrijke stations uit de loopbaan van de band.

## Impressie
|  |  |  |

|  |  |  |